# Lymania brachycaulis
Lymania brachycaulis är en gräsväxtart som först beskrevs av John Gilbert Baker, och fick sitt nu gällande namn av L.F.Sousa. Lymania brachycaulis ingår i släktet Lymania och familjen Bromeliaceae. Inga underarter finns listade i Catalogue of Life.